# 오페라 (1987년 영화)
《오페라》(이탈리아어: Opera, 영어: Opera 혹은 Terror at the Opera) 혹은 의혹의 침입자는 이탈리아에서 제작된 1987년 잘로 영화이다. 다리오 아르젠토가 연출, 공동 각본, 제작을 맡았으며, 크리스티나 마르시야 등이 출연하였다.
다리오 아르젠토가 연출한 공포 영화 중 두 번째로 THX 오디오 인증을 받았다.

## 출연진
- 크리스티나 마르시야
- 이언 찰슨
- 우르바노 바르베리니
- 다리아 니콜로디
- 코랄리나 카탈디타소니
- 안토넬라 비탈레
- 윌리엄 맥너마라
- 바르바라 쿠피스티
- 미켈레 소아비

## 기타 제작진
- 미술: 다비데 바산
- 의상: 프란체스카 리아 모란디니